# IRCAM

Gmach instytutu IRCAM, zaprojektowany przez Renza Piana i Richarda Rogersa

IRCAM (Institut de Recherche et Coordination Acoustique/Musique, tj. Centrum Badawczo-Koordynacyjne Akustyki i Muzyki) – instytut badań nad dźwiękiem, ośrodek awangardowej muzyki, stworzony z inicjatywy Pierre’a Bouleza, gdzie naukowcy i inżynierowie współpracują z kompozytorami i wykonawcami nad rozwojem i wykorzystaniem najnowocześniejszych technologii wytwarzania i przetwarzania dźwięków. Organizacyjnie powiązany z Centrum Pompidou w Paryżu, a mieści się przy Placu Igora Strawińskiego.